# Ołdaki (Podlachie)
Pour les articles homonymes, voir Ołdaki.
Ołdaki est un village polonais du district administratif de Mońki, dans le powiat de Mońki, voïvodie de Podlachie, au Nord-Est du pays. Il est situé à environ 8 km au Nord de Mońki et à 47 km au Nord-Ouest de la capitale régionale Białystok.